# Joseph Albert Sullivan
Joseph Albert Taylor „Joe” Sullivan (Kanada, Ontario, Scarborough, 1901. január 8. – Scarborough, 1988. szeptember 30.) olimpiai bajnok kanadai jégkorongozó kapus, katonaorvos, fül-orr-gégész, szenátor.
Részt vett az 1928-as téli olimpián, mint a kanadai válogatott kapusa. A kanadaiaknak nem kell csoportkört játszaniuk, hanem egyből a négyes döntőből indultak. A támadók összesen 38 gólt ütöttek 3 mérkőzésen és 1-et sem kaptak. Svájcot 13–0-ra, a briteket 14–0-ra, végül a svédeket 11–0-ra verték és így olimpiai bajnokok lettek. Ez az olimpia világbajnokságnak is számított, ezért világbajnokok is lettek. 2 mérkőzésen játszott és 1 gólt sem kapott.
Ez a kanadai válogatott valójában egy egyetemi csapat volt, a University of Toronto csapata, amely amatőr, egyetemi hallgatókból állt. 1927-ben megnyerték az Allan-kupát, amiért a kanadai senior amatőr csapatok versengenek. Ezzel a győzelemmel kiérdemelték a helyet az olimpián. Bojkottálni akarta az olimpiát, ha testvére Frank Sullivan nem került volna be a csapatba, az edző, Conn Smythe akarata ellenére. Egyetemi évei alatt több országos egyetemi bajnoki címet is nyert.
Junior korában, 1919-ben Memorial-kupa győztes lett az egyetem előkészítő csapatával.
Az olimpia után orvos lett és fül-orr-gégészként praktizált tovább. Részt vett a második világháborúban, mint százados katonaorvos. A háború után docens lett a volt egyetemén. Később a kanadai miniszterelnök, John Diefenbaker kinevezte szenátornak és 1986-ig töltötte be ezt a posztot. Élete végén kanadai lovagi címeket is kapott. Elnevezték róla a Senator Joseph A. Sullivan-trófeát, amit a legjobb kanadai egyetemista jégkorongozó kap.